# Hiérocles (cirurgião)
Hiérocles (em latim: Hierocles) foi um romano de meados século IV, que atuou como cirurgião veterinário e jurista. Ele foi autor de obras sobre doenças em cavalos. Se sabe que viveu após Apsirto.